# Любовь Серафима Фролова
«Любовь Серафима Фролова» — советский художественный фильм.

## Сюжет
Солдат Серафим Фролов (Леонид Куравлёв), возвращаясь с фронта после окончания войны, решил поехать к девушке Насте (Тамара Сёмина), которую знал только по переписке. Однако Настя не принимает его: она не может забыть своего жениха, погибшего на фронте. Серафим сначала решает уехать, но потом возвращается, надеясь, что со временем Настя ответит ему взаимностью. Он устраивается на работу в том же посёлке, знакомится с вернувшейся с фронта медсестрой Анфисой (Лариса Лужина), помогает многодетной Марии (Жанна Прохоренко). Анфиса, которой изменяет муж, явно демонстрирует Серафиму своё расположение, однако ему больше нравится Мария: он считает, что ей необходима его помощь. Так и не добившись взаимности от Насти, Серафим уезжает к Марии. Мария даёт понять Серафиму, что ему лучше возвратиться к Насте. Серафим возвращается, и Настя радостно встречает его.

## В ролях
- Леонид Куравлёв — Серафим Фролов
- Тамара Сёмина — Настя Силина
- Лариса Лужина — Анфиса
- Геннадий Юхтин — муж Анфисы
- Павел Шпрингфельд — дедушка Насти
- Жанна Прохоренко — Мария
- Александра Денисова — Филипповна, квартирная хозяйка Серафима, соседка Ромки
- Александр Кавалеров — беженец Сашка

## Съёмочная группа
- Режиссёр-постановщик: Семён Туманов
- Сценарий: Николай Евдокимов
- Композитор: Владимир Рубин
- Художник: Георгий Турылёв